# Counter-Strike: Source
Counter-Strike: Source (CS:S) és un videojoc de la sèrie Counter-Strike sorgit originalment com "Mod" del joc Half-Life de Valve i publicat per Steam. Igual que els seus predecessors, és un joc d'estil FPS (First Person Shooter) i va ser llançat al mercat el 7 d'octubre del 2004. Es diferencia principalment dels seus antecessors perquè utilitza un nou motor de videojoc conegut com a Source (el mateix que utilitza Half-Life 2), el qual és més potent i posseïx gràfics millorats, admetent per primera vegada en la sèrie d'efectes com Normal mapping, reflexos i HDR; també utilitza el motor físic Havok, que fa que efectes físics com ragdolls i detecció de col·lisió complexa (en lloc d'usar caixes de col·lisió s'usen polígons) siguen possibles.
A diferència dels jocs anteriors aquest nou Counter-Strike treballa exclusivament sota Steam pel que no es pot iniciar el joc sense tenir actiu un compte en el mateix, per a activar aquest compte només fa falta tenir un cd-key vàlid per al joc en qüestió puix el manteniment del compte és gratuït.

## Armes
El número de l'arma en el joc seguit pel nom de l'arma real, separat per un punt i coma ";". El que està entre parèntesis "()" és un aclariment o traducció al valencià.
Pistoles:
- 9x19 Sidearm; Glock 17
- KM .45 Tactical; H&K USP Tactical
- P288 Compact; SIG-Sauer P228
- Night Hawk .50C; Desert Eagle
- .40 Dual Elites; Beretta 92 (Només disponible en botiga per a Terroristes)
- ES Five-Seven; FN Five-seven (Només disponible en botiga per a Anti-Terroristes)

Escopetes:
- Leone 12 Gauge Super; Benelli M3
- Leone YG1265 Auto Shotgun; Benelli M4

Sub-Fusells:
- Ingram Mac-10; MAC-10
- KM Sub Machinegun; H&K MP5
- KM UMP45; H&K UMP
- ES C90; FN P90

Fusells:
- IDF Defender; IMI Galil (Només disponible en botiga per a Terroristes)
- Clarion 5.56; FAMAS (Només disponible en botiga per a Anti-Terroristes)
- CV-47; AK-47 (Només disponible en botiga per a Terroristes)
- Maverick M4A1 Carbine; Carabina M4 (Només disponible en botiga per a Anti-Terroristes)
- Schmidt Scout; Steyr Scout
- Krieg 552; SIG 552 (Només disponible en botiga per a Terroristes)
- Bullup; Steyr AUG (Només disponible en botiga per a Anti-Terroristes)
- Magnum Sniper Rifle; AWP
- Krieg 550 Commando; SIG 550 (Només disponible en botiga per a antiterroristes)
- D3/AU-1; G3SG/1 (Només disponible en botiga per a Terroristes)

Metralladores:
- M249; M249

Equipament:
- Kevlar; Kevlar (Jaqueta antibales)
- Kevlar + Helmet; Kevlar + Casc
- Flashbang; Granada atordidora
- HE Grenade; Granada M67 (Granada explosiva)
- Smoke Grenade; Granada de fum
- Defusal Kit; Kit de desactivació de bombes (Només disponible per a Anti-Terroristes)
- Nightvision; Equip de visió nocturna